# Kristof Delorge
Kristof Delorge [uitspraak: 'kristɔf 'dəlɔrʒə] (Sint-Truiden, 26 februari 1986 – aldaar, 15 maart 2021) was een Belgisch voetballer. Delorge hing in september 2008 noodgedwongen de schoenen aan de haak omwille van gezondheidsredenen. De middenvelder werd het jaar daarvoor geopereerd aan een hersentumor. Hij had met Sint-Truidense VV een aantal wedstrijden in eerste klasse gespeeld. Hij stierf in maart 2021 op 35-jarige leeftijd.

## Carrière
- 01.2005 - 07.2006:  Sint-Truidense VV
- 07.2006 - 07.2008:  Verbroedering Geel
- 07.2008 - 09.2008:  Dessel Sport

## Trivia
Kristof was de broer van voormalig STVV-speler Peter Delorge.